# Jason Friedberg
 Der er for få eller ingen kildehenvisninger i denne artikel, hvilket er et problem. Du kan hjælpe ved at angive troværdige kilder til de påstande, som fremføres i artiklen.

Jason Friedberg (født 13. oktober 1971 i Newark, New Jersey) er en amerikansk filminstruktør, manuskriptforfatter og producer, der sammen med Aaron Seltzer er kendt for sine filmparodier.
Friedberg er bedst kendt for sit manuskriptarbejde på den første Scary Movie-film såvel som at være instruktør på Epic Movie og Date Movie. Han arbejder ofte sammen med sin gode partner og ven, Aaron Seltzer, som han har lavet alle sine film sammen med.
Friedberg og Seltzer har sammen skrevet adskillige andre satiremanuskripter, der stadig ikke er blevet filmatiseret som "Raunchy Movie" og "Remembering the Titans On Any Given Sunday Gives Me The Varsity Blues".[kilde mangler] De har også fuldført manuskriptudgaver af "Little Green Men" og "The Year Without Santa Claus", samt "H.R. Pufnstuf" og en gennemskrivning af "Scary Movie 3: Episode I – Lord of the Brooms".[kilde mangler]

## Filmografi
| År   | Titel              | Arbejde                             |
| ---- | ------------------ | ----------------------------------- |
| 1996 | Spy Hard           | Manuskript                          |
| 2000 | Scary Movie        | Manuskript                          |
| 2006 | Date Movie         | Instruktion og manuskript           |
| 2007 | Epic Movie         | Instruktion og manuskript           |
| 2008 | Meet the Spartans  | Instruktion, manuskript og producer |
| 2008 | Disaster Movie     | Instruktion, manuskript og producer |
| 2010 | Vampires Suck      | Instruktion, manuskript og producer |
| 2013 | The Starving Games | Instruktion og manuskript           |